# FIA European Truck Racing Championship 2012
Die Truck-Racing-Europameisterschaft 2012 (auch: FIA ETRC 2012 oder FIA European Truck Racing Championship 2012) war eine europaweit von der FIA ausgetragene Motorsport-Rennmeisterschaft in der Gruppe F (Renn-Lkw). Die elf (11) Veranstaltungen mit je vier (4) Rennen umfassende Truck-Racing-EM war die 28. überhaupt und die siebte (7.) seit ihr 2006 von der FIA das Prädikat Championship verliehen wurde. Zuvor hatte die Meisterschaft lediglich den Status eines Cups.
Der Titelverteidiger Jochen Hahn gewann die Meisterschaft vor Antonio Albacete und Adam Lacko zum zweiten Mal in Folge. Dem Europameister von 2011 und jetzt auch 2012 gelang es somit die Podiums-Aufstellung vom Vorjahr zu wiederholen.
In der Team-Wertung gewann das Team MKR Technology vor dem zweitplatzierten Pneu Bösiger-Team 14 und dem drittplatzierten Team Blaise-Bouzige Truck Racing.

## Teams und Fahrer
| Nr. | Fahrer                          | Team                            | Marke             | bestrittene Läufe |
| --- | ------------------------------- | ------------------------------- | ----------------- | ----------------- |
| 1   | Jochen Hahn                     | Castrol Team Hahn Racing        | MAN               | Alle              |
| 2   | Antonio Albacete                | Equipo Cepsa                    | MAN               | Alle              |
| 3   | Adam Lacko                      | MKR Technology                  | Renault           | Alle              |
| 4   | Markus Oestreich                | MKR Technology                  | Renault           | Alle              |
| 5   | David Vršecký                   | Buggyra Int. Racing System      | Freightliner      | Alle              |
| 6   | Markus Bösiger                  | MKR Technology                  | Renault           | Alle              |
| 9   | Alexander Lwow                  | Frankie Oxxo Truck Racing Team  | MAN               | 6–8               |
| 10  | Anthony Janiec                  | Team 14                         | Renault           | 1–6, 8–11         |
| 11  | Michel Bassanelli               | Michel Bassanelli               | Foden             | 4, 6, 9–10        |
| 11  | Jean-Christophe Quiret          | Michel Bassanelli               | Foden             | 2–3, 8, 11        |
| 12  | Norbert Kiss                    | Frankie Oxxo Truck Racing Team  | MAN               | 3–5, 7–11         |
| 14  | Jean-Pierre Blaise              | BJP Racing                      | Renault           | 1–2, 4–6, 8–11    |
| 15  | Mika Mäkinen                    | Mi-Ka Racing Team               | MAN               | Alle              |
| 16  | Frankie Vojtíšek                | Frankie Oxxo Truck Racing Team  | MAN               | 3–5, 7–11         |
| 17  | Olivier Bouzige                 | Olivier Bouzige                 | Renault           | 2, 5–6, 10–11     |
| 17  | Dominique Orsini                | Olivier Bouzige                 | Renault           | 4, 8–9            |
| 18  | Jérémy Robineau                 | Team Robineau                   | MAN               | 2, 4–5, 8–11      |
| 18  | Thomas Robineau                 | Team Robineau                   | MAN               | 6                 |
| 19  | Dominique Lachèze               | Truck Sport Lutz Bernau         | MAN               | Alle              |
| 20  | Javier Mariezcurrena            | Javier Mariezcurrena            | MAN               | 3–4, 10–11        |
| 21  | Matthew Summerfield             | Team Summerfield Truck Sport    | MAN               | 1, 5, 9, 11       |
| 22  | Steve Thomas                    | Team Thomas Racing              | MAN               | 5, 9              |
| 23  | Jose Bermejo                    | Jose Bermejo                    | MAN               | 3–4, 6–11         |
| 24  | Ellen Lohr                      | Tankpool 24 Racing              | Mercedes-Benz-Lkw | 2, 4–11           |
| 25  | Iurii Egorov                    | Buggyra Int. Racing System      | Freightliner      | 6–7, 11           |
| 25  | Mikhail Konovalov               | Buggyra Int. Racing System      | Freightliner      | 7                 |
| 26  | David Jenkins                   | Jenkins Motorsport              | MAN               | 5                 |
| 27  | Gerd Körber                     | Gerd Körber                     | Iveco             | 2, 6, 8, 11       |
| 28  | Heinz-Werner Lenz               | Heinz-Werner Lenz               | Mercedes-Benz-Lkw | 6                 |
| 29  | Ludovic Faure                   | Lion Truck Racing               | MAN               | 6                 |
| 30  | Alberto Vila Monteserin         | Alberto Vila Monteserin         | Mercedes-Benz-Lkw | 3, 10             |
| 31  | Enrique Alberto Vila Monteserin | Enrique Alberto Vila Monteserin | Mercedes-Benz-Lkw | 3, 10             |
| 32  | Erwin Kleinnagelvoort           | EK-truckrace                    | Scania            | 3–4, 6–11         |
| 33  | Orlando Rodriguez Ruiz          | Orlando Rodriguez Ruiz          | Mercedes-Benz-Lkw | 3, 10             |
| 35  | David Marco Bermejo             | David Marco Bermejo             | MAN               | 3, 10             |
| 36  | Pedro Ignacio García Marco      | Pedro Ignacio García Marco      | Iveco             | 3, 10             |
| 37  | David Felipe Plaza              | David Felipe Plaza              | MAN               | 3, 10             |
| 39  | Eduardo Rodrigues               | Eduardo Rodrigues               | MAN               | 3, 10             |
| 40  | José Rodrigues                  | José Rodrigues                  | MAN               | 3, 10             |
| 41  | Lionel Montagne                 | Team Aravi                      | Renault           | 6, 9              |
| 42  | Cees Zandbergen                 | Cees Zandbergen                 | Scania            | 6, 9              |
| 43  | José Fernandes                  | José Fernandes                  | Renault           | 9–10              |
| 44  | Steffi Halm                     | Lion Truck Racing               | MAN               | 6                 |
| 45  | Michal Matějovský               | Buggyra Int. Racing System      | Freightliner      | 8, 10             |
| 66  | Jean-Philippe Belloc            | Lion Truck Racing               | MAN               | 4                 |
| 77  | René Reinert                    | Reinert Racing                  | MAN               | Alle              |
| 79  | Luke Taylor                     | Luke Taylor                     | Renault           | 5                 |

## Rennkalender und Ergebnisse
| Lauf | Lauf      | Rennstrecke                 | Datum               | Pole-Position    | Schnellste Runde  | Sieger            | Sieger-Team                    |
| ---- | --------- | --------------------------- | ------------------- | ---------------- | ----------------- | ----------------- | ------------------------------ |
| 1    | 1. Rennen | Istanbul Park Circuit       | 12. – 13. Mai       |                  |                   | Jochen Hahn       | Team Hahn Racing               |
| 1    | 2. Rennen | Istanbul Park Circuit       | 12. – 13. Mai       |                  |                   | Jochen Hahn       | Team Hahn Racing               |
| 1    | 3. Rennen | Istanbul Park Circuit       | 12. – 13. Mai       |                  |                   | Jochen Hahn       | Team Hahn Racing               |
| 1    | 4. Rennen | Istanbul Park Circuit       | 12. – 13. Mai       |                  |                   | Jochen Hahn       | Team Hahn Racing               |
| 2    | 1. Rennen | Misano World Circuit        | 19. – 20. Mai       | Jochen Hahn      | Jochen Hahn       | Jochen Hahn       | Team Hahn Racing               |
| 2    | 2. Rennen | Misano World Circuit        | 19. – 20. Mai       |                  | Jochen Hahn       | David Vršecký     | Buggyra Int. Racing System     |
| 2    | 3. Rennen | Misano World Circuit        | 19. – 20. Mai       | Jochen Hahn      | David Vršecký     | Antonio Albacete  | Equipo Cepsa                   |
| 2    | 4. Rennen | Misano World Circuit        | 19. – 20. Mai       |                  | Jochen Hahn       | David Vršecký     | Buggyra Int. Racing System     |
| 3    | 1. Rennen | Circuito del Jarama         | 9. – 10. Juni       | Jochen Hahn      | Jochen Hahn       | Jochen Hahn       | Team Hahn Racing               |
| 3    | 2. Rennen | Circuito del Jarama         | 9. – 10. Juni       |                  | Antonio Albacete  | Antonio Albacete  | Equipo Cepsa                   |
| 3    | 3. Rennen | Circuito del Jarama         | 9. – 10. Juni       | Jochen Hahn      | Jochen Hahn       | Jochen Hahn       | Team Hahn Racing               |
| 3    | 4. Rennen | Circuito del Jarama         | 9. – 10. Juni       |                  | David Vršecký     | Mika Mäkinen      | Mi-Ka Racing Team              |
| 4    | 1. Rennen | Circuit Paul Armagnac       | 23. – 24. Juni      | Antonio Albacete | David Vršecký     | Antonio Albacete  | Equipo Cepsa                   |
| 4    | 2. Rennen | Circuit Paul Armagnac       | 23. – 24. Juni      |                  | Dominique Lacheze | Dominique Lacheze | Truck Sport Lutz Bernau        |
| 4    | 3. Rennen | Circuit Paul Armagnac       | 23. – 24. Juni      | Antonio Albacete | Jochen Hahn       | Antonio Albacete  | Equipo Cepsa                   |
| 4    | 4. Rennen | Circuit Paul Armagnac       | 23. – 24. Juni      |                  | Markus Bösiger    | Anthony Janiec    | Team 14                        |
| 5    | 1. Rennen | Donington Park              | 30. Juni – 1. Juli  | Jochen Hahn      | Jochen Hahn       | Jochen Hahn       | Team Hahn Racing               |
| 5    | 2. Rennen | Donington Park              | 30. Juni – 1. Juli  |                  | Jochen Hahn       | David Vršecký     | Buggyra Int. Racing System     |
| 5    | 3. Rennen | Donington Park              | 30. Juni – 1. Juli  | Jochen Hahn      | Antonio Albacete  | Antonio Albacete  | Equipo Cepsa                   |
| 5    | 4. Rennen | Donington Park              | 30. Juni – 1. Juli  |                  | Jochen Hahn       | Norbert Kiss      | Frankie Oxxo Truck Racing Team |
| 6    | 1. Rennen | Nürburgring                 | 14. – 15. Juli      |                  | Jochen Hahn       | Adam Lacko        | MKR Technology                 |
| 6    | 2. Rennen | Nürburgring                 | 14. – 15. Juli      |                  | Jochen Hahn       | Antonio Albacete  | Equipo Cepsa                   |
| 6    | 3. Rennen | Nürburgring                 | 14. – 15. Juli      |                  | Antonio Albacete  | Jochen Hahn       | Team Hahn Racing               |
| 6    | 4. Rennen | Nürburgring                 | 14. – 15. Juli      |                  | Dominique Lacheze | Markus Östreich   | MKR Technology                 |
| 7    | 1. Rennen | Smolensk-Ring               | 28. – 29. Juli      |                  | Antonio Albacete  | Antonio Albacete  | Equipo Cepsa                   |
| 7    | 2. Rennen | Smolensk-Ring               | 28. – 29. Juli      |                  | Jochen Hahn       | René Reinert      | Reinert Racing                 |
| 7    | 3. Rennen | Smolensk-Ring               | 28. – 29. Juli      |                  | Antonio Albacete  | Jochen Hahn       | Team Hahn Racing               |
| 7    | 4. Rennen | Smolensk-Ring               | 28. – 29. Juli      |                  |                   | Jochen Hahn       | Team Hahn Racing               |
| 8    | 1. Rennen | Autodrom Most               | 1. – 2. September   | Antonio Albacete | Jochen Hahn       | Antonio Albacete  | Equipo Cepsa                   |
| 8    | 2. Rennen | Autodrom Most               | 1. – 2. September   |                  | Antonio Albacete  | Antonio Albacete  | Equipo Cepsa                   |
| 8    | 3. Rennen | Autodrom Most               | 1. – 2. September   | Jochen Hahn      | Jochen Hahn       | Jochen Hahn       | Team Hahn Racing               |
| 8    | 4. Rennen | Autodrom Most               | 1. – 2. September   |                  |                   | David Vršecký     | Buggyra Int. Racing System     |
| 9    | 1. Rennen | Circuit Zolder              | 22. – 23. September | Jochen Hahn      | Jochen Hahn       | Jochen Hahn       | Team Hahn Racing               |
| 9    | 2. Rennen | Circuit Zolder              | 22. – 23. September |                  | Jochen Hahn       | Markus Bösiger    | MKR Technology                 |
| 9    | 3. Rennen | Circuit Zolder              | 22. – 23. September | Antonio Albacete | Jochen Hahn       | Antonio Albacete  | Equipo Cepsa                   |
| 9    | 4. Rennen | Circuit Zolder              | 22. – 23. September |                  | Jochen Hahn       | Adam Lacko        | MKR Technology                 |
| 10   | 1. Rennen | Spanien Circuito del Jarama | 6. – 7. Oktober     | Jochen Hahn      | Jochen Hahn       | Jochen Hahn       | Team Hahn Racing               |
| 10   | 2. Rennen | Spanien Circuito del Jarama | 6. – 7. Oktober     |                  | Jochen Hahn       | Norbert Kiss      | Frankie Oxxo Truck Racing Team |
| 10   | 3. Rennen | Spanien Circuito del Jarama | 6. – 7. Oktober     | Jochen Hahn      | Jochen Hahn       | Jochen Hahn       | Team Hahn Racing               |
| 10   | 4. Rennen | Spanien Circuito del Jarama | 6. – 7. Oktober     |                  | Jochen Hahn       | Norbert Kiss      | Frankie Oxxo Truck Racing Team |
| 11   | 1. Rennen | Circuit Bugatti             | 13. – 14. Oktober   | Antonio Albacete | Jochen Hahn       | Jochen Hahn       | Team Hahn Racing               |
| 11   | 2. Rennen | Circuit Bugatti             | 13. – 14. Oktober   |                  | Antonio Albacete  | Norbert Kiss      | Frankie Oxxo Truck Racing Team |
| 11   | 3. Rennen | Circuit Bugatti             | 13. – 14. Oktober   | Markus Bösiger   | David Vršecký     | Markus Bösiger    | MKR Technology                 |
| 11   | 4. Rennen | Circuit Bugatti             | 13. – 14. Oktober   |                  | Norbert Kiss      | Norbert Kiss      | Frankie Oxxo Truck Racing Team |

## Wertung
An jedem Rennwochenende wurden vier Rennen gefahren. Dabei wurde jeweils beim 2. Tagesrennen (also Rennen 2 und 4 je Rennwochenende) durch die Umkehr-Regelung die Startaufstellung des vorherigen Rennens teilweise umgedreht; dies betrifft die Top 8 am Zieleinlauf. Der Sieger des ersten oder dritten Rennens eines Wochenendes ging also im darauffolgenden Rennen von Position 8, der 8. des 1. oder 3. Rennens jedoch von der Pole-Position aus ins Rennen. Die Plätze dazwischen wurden entsprechend umgekehrt.
Bei der Wertung wurde zwischen den Rennen mit und ohne Umkehr-Regelung unterschieden (Platz 1 - 10):
- Rennen 1 und 3 (ohne Umkehr-Regelung): 20, 15, 12, 10, 8, 6, 4, 3, 2, 1 Punkt(e)
- Rennen 2 und 4 (mit Umkehr-Regelung): 10, 9, 8, 7, 6, 5, 4, 3, 2, 1 Punkt(e)

### Fahrer-Wertung
Tabellen-Endstand nach dem Saisonfinale in Le Mans, Frankreich (Circuit Bugatti):
| Pl. | Fahrer            | Marke        | Punkte |
| --- | ----------------- | ------------ | ------ |
| 1.  | Jochen Hahn       | MAN          | 517    |
| 2.  | Antonio Albacete  | MAN          | 468    |
| 3.  | Adam Lacko        | Renault      | 330    |
| 4.  | Markus Oestreich  | Renault      | 311    |
| 5.  | David Vršecký     | Freightliner | 284    |
| 6.  | Markus Bösiger    | Renault      | 282    |
| 7.  | Mika Mäkinen      | MAN          | 160    |
| 8.  | Dominique Lachèze | MAN          | 159    |
| 9.  | Anthony Janiec    | Renault      | 147    |
| 10. | Norbert Kiss      | MAN          | 98     |

| Rang | Fahrer               | Marke   | Punkte |
| ---- | -------------------- | ------- | ------ |
| 11   | Gerd Körber          | Iveco   | 69     |
| 12   | René Reinert         | MAN     | 61     |
| 13   | Javier Mariezcurrena | MAN     | 27     |
| 14   | Jérémy Robineau      | MAN     | 14     |
| 15   | Jose Bermejo         | MAN     | 12     |
|      | Matthew Summerfield  | MAN     | 12     |
| 17   | Jean-Pierre Blaise   | Renault | 11     |
|      | Frankie Vojtíšek     | MAN     | 11     |
| 19   | José Rodrigues       | MAN     | 7      |
| 20   | Jean-Philippe Belloc | MAN     | 6      |

### Team-Wertung
Tabellen-Endstand nach dem Saisonfinale in Le Mans, Frankreich (Circuit Bugatti):
| Rang | Team                        | Fahrer                              | Trucks  | Punkte |
| ---- | --------------------------- | ----------------------------------- | ------- | ------ |
| 1    | MKR Technology              | Adam Lacko, Markus Oestreich        | Renault | 1000   |
| 2    | Pneu Bösiger-Team 14        | Markus Bösiger, Anthony Janiec      | Renault | 766    |
| 3    | Blaise-Bouzige Truck Racing | Jean-Pierre Blaise, Olivier Bouzige | Renault | 341    |